# Pozonia
Pozonia is een geslacht van spinnen uit de  familie van de wielwebspinnen (Araneidae).

## Soorten
- Pozonia andujari Alayón, 2007
- Pozonia bacillifera (Simon, 1897)
- Pozonia dromedaria (O. P.-Cambridge, 1893)
- Pozonia nigroventris (Bryant, 1936)